# テネドス (駆逐艦)
テネドス (HMS Tenedos) はイギリス海軍の駆逐艦。アドミラルティS級。ペナントナンバーはFA4、後にH04。

## 艦歴
1917年12月6日、ホーソン・レスリー社のヘブバーン造船所で起工、1918年10月21日に進水し、1919年7月に竣工した。
1919年遅くに就役し、大西洋艦隊の第4駆逐群に編入。
1936年2月7日、灯台船がコーク湾近くの停泊地から流された。「テネドス」が漂流する灯台船を曳航しようとしたが失敗し、灯台船の乗員はバリーコットンの救命艇に救助された。「テネドス」は中国艦隊に転属し、1938年3月にシンガポールで予備役となった。
1939年8月、香港で「テネドス」は駆逐艦「スカウト」、「サネット」、「スラシアン」とともに局地防備駆逐群 (local defence flotilla) を編成した。8月24日、「テネドス」と「スカウト」は香港からシンガポールへと向かった。8月28にシンガポールに着くと2隻は機雷敷設艦へと改装された。4インチ砲1基と魚雷発射管が撤去され、機雷40個を搭載可能となった。2隻は9月4日から8日にかけてシンガポール沖に544個の機雷を敷設した。この後「スカウト」は普通の駆逐艦に戻されたが、「テネドス」は10月までにシンガポール沖にさらに二つの機雷原を設置した。10月から11月の間に2隻の商船（「Høegh Transporter」、「Sirdhana」）がそれらの機雷原で沈没した。その後、「テネドス」も通常の駆逐艦の兵装に戻された。1940年3月23日、イギリス海軍はオランダ領東インドの港からのドイツ商船脱出阻止を目的としてマレー部隊 (Malaya Force) を編成した。「テネドス」は駆逐艦「ストロングホールド」とともにサバン沖での哨戒に割り当てられ、そこでは5隻のドイツ商船が閉じ込められた。1940年5月にドイツがオランダに侵攻すると、ドイツ商船はオランダに接収された。
1941年12月2日に戦艦「プリンス・オブ・ウェールズ」と巡洋戦艦「レパルス」が到着したときも、「テネドス」はシンガポールを基地としていた。12月5日に「レパルス」は「テネドス」と駆逐艦「ヴァンパイア」を伴ってシンガポールからダーウィンへ向かうが、12月6日に大規模な日本の船団が二つ発見されたため呼び戻された。12月8日、「プリンス・オブ・ウェールズ」、「レパルス」と護衛の駆逐艦「エレクトラ」、「エクスプレス」、「ヴァンパイア」、「テネドス」からなるZ部隊が日本軍の侵攻部隊攻撃に出撃した。12月9日18時30分ごろ、燃料の少なくなった「テネドス」はシンガポールへ戻るためZ部隊と別れた。Z部隊は無線封止をしており、「テネドス」は翌朝8時にZ部隊の予定コースを基地に伝えるよう命じられていた。。Z部隊は「テネドス」が離れた後2度大きな針路変更をした。そのため、「テネドス」が伝えたものと実際のZ部隊のコースは一致せずZ部隊上空に戦闘機を派遣できなかった。「テネドス」は12月10日9時50分から10時20分の間に9機の九六式陸上攻撃機による攻撃を受けたが被害は無かった。これは元山空第三中隊（爆装）によるもので、同中隊は「テネドス」を敵主力の一部と判断していた。Z部隊では日本軍機の攻撃により「プリンス・オブ・ウェールズ」と「レパルス」が撃沈された（マレー沖海戦）。
主力艦の喪失後、「テネドス」を含むシンガポールの連合国艦艇はシンガポールとスンダ海峡との間での船舶護衛に従事した。日本軍が迫ってくると、1942年2月2日に「テネドス」はオーストラリアの巡洋艦「ホバート」とともにシンガポールを離れ、バタビアへ向かった。2月3日、2隻はバンカ海峡で日本の爆撃機により沈められた商船「Norah Mullerの生存者救助を行い、「テネドス」は13名を救助した。2月後半になると日本軍はジャワ島侵攻の態勢を整えた。オランダ領東インドの連合国海軍部隊の指揮官Conrad Helfrich中将は、「テネドス」、軽巡洋艦「ホバート」、「ダナイー」、「ドラゴン」、駆逐艦「スカウト」でAllied Western Forceを編成し、バタビアから出撃してバンカ島やブリトゥン島方面へと向かい日本軍を捜索するよう命じた。一方、他の兵力の大半はカレル・ドールマン少将の部隊へ増援として送られた。ドールマンの部隊が2月27日のスラバヤ沖海戦で破れると、Western Forceはスンダ海峡経由でセイロンへと逃れた。途中、3月1日にペナンで避難民を収容し、3月5日から6日にかけてコロンボに到着した。
1942年4月、日本軍は空母機動部隊をもってインド洋への襲撃（セイロン沖海戦）を開始した。4月4日にカタリナ飛行艇がセイロン島の南東350マイルで日本艦隊を発見。攻撃から逃れるためコロンボおよびトリンコマリーからすべての艦船は出港し分散するよう命令が出された。しかし、「テネドス」はコロンボで修理中であったため出港は不可能であり、4月5日の空襲で撃沈されて戦死者33名を出した。

## 註
1. ↑  船名は「Nora Moller」かもしれない[25]